# Hyperolius inornatus
Hyperolius inornatus är en groddjursart som beskrevs av Laurent 1943. Hyperolius inornatus ingår i släktet Hyperolius och familjen gräsgrodor. IUCN kategoriserar arten globalt som otillräckligt studerad. Inga underarter finns listade i Catalogue of Life.